# Благой Георгиев (историк)
Вижте пояснителната страница за други личности с името Благой Георгиев.
Благой Василев Георгиев е български комунист, историк, специалист по история на комунистическото движение в България.

## Биография
Роден е на 7 април 1921 година във видинското село Кладоруб в семейството на македонски българи бежанци. Баща му е деец на ВМОРО, участник в Илинденско–Преображенското въстание и заточеник в Диарбекир.
Благой Георгиев остава рано кръгъл сирак. В 1940 година завършва Видинската гимназия. Участва в комунистическото движение и е арестуван в Белоградчик. По време на Втората световна война е войник в Четиринадесети артилерийски полк в Скопие.
След Деветосептемврийския преврат в 1944 година работи в Околийския комитет на Работническия младежки съюз в град Белоградчик като завеждащ отдел „Пропаганда и агитация“, след което е приет да следва право в Софийския унииверситет, който завършва в 1950 година. От следващата 1951 година Георгиев работи като политически офицер към армейските части на министерството на вътрешните работи. От 1954 година е преподавател по история на БКП във Висшия институт за физическа култура „Георги Димитров“ в София. В 1963 година става доцент и в същата година защитава докторантура, а в 1974 година става професор. Работи като нещатен сътрудник на отдел „Пропаганда и агитация“ на Централния комитет на Българската комунистическа партия, член е на лекторската група на ЦК на БКП и на Националния съвет на Отечествения фронт, като също така е председател на методическия съвет по история на БКП на Градския комитет на БКП – София, хоноруван сътрудник и началник на отдел „Обществени науки“ към Комитета за наука, технически прогрес и висше образование“.
Благой Георгиев е автор на повече от 30 значими публикации на български и френски език, както и на книгите „БРСДП /т.с./ и войните 1912-1918 г.“ (1968), „История на Софийската градска организация на БКП“ (1969), „БКП – верен отряд на международното комунистическо движение“ (1974), „Отражение на Лайпцигския процес във Франция“ (1975), „История на Видинската окръжна организация на БКП“ (1978, в съавторство) и други. Отличен е с юбилейни медали и научни отличия, както и с ордените „9 септември 1944 г.“ и „Народна свобода“.
Умира в 1984 година в София.